# Primeiro Consistório Ordinário Público de 1824

## Cardeais Eleitores
| Nº                 | País               | Nome                        | Idade              | Cargo                            | Título ou Diaconia                                    |
| Cardeais eleitores | Cardeais eleitores | Cardeais eleitores          | Cardeais eleitores | Cardeais eleitores               | Cardeais eleitores                                    |
| ------------------ | ------------------ | --------------------------- | ------------------ | -------------------------------- | ----------------------------------------------------- |
| 1                  | Itália             | Giovanni Battista Bussi     | 69                 | Arcebispo de Benevento           | Cardeal-presbítero de São Pancrácio                   |
| 2                  | Itália             | Bonaventura Gazzola, O.F.M. | 80                 | Bispo de Civitavecchia-Tarquinia | Cardeal-presbítero de São Bartolomeu na Ilha Tiberina |

## Ligações Externas
- «Catholic Hierarchy» (em inglês)